# Onesse-et-Laharie
Onesse-et-Laharie település Franciaországban, Landes megyében. Lakosainak száma 1057 fő (2022. január 1.). Onesse-et-Laharie Escource, Lesperon, Mézos, Solférino, Morcenx-la-Nouvelle és Rion-des-Landes községekkel határos.

## Népesség
A település népességének változása:
| Lakosok száma | 904  | 966  | 981  | 939  | 970  | 986  | 1009 | 1025 | 1032 | 1057 |
|               | 1968 | 1982 | 1990 | 2006 | 2013 | 2015 | 2017 | 2019 | 2020 | 2022 |